# Semaine des barricades
Guerre d'Algérie
Batailles
- Toussaint rouge
- Opération Eckhmül
- Opération Aloès
- Opération Véronique (en)
- Opération Violette
- Massacres d'août 1955 dans le Constantinois
- Opération Timgad
- Bataille d'El Djorf
- Opération Oiseau bleu
- Embuscade de Palestro
- Bataille d'Alger
- Bataille de Bouzegza
- Bleuite
- Bataille de Timimoun
- Bataille des Frontières
- Combat du Fedj Zezoua
- Coup d'État du 13 mai 1958
- Opération Résurrection
- Opération Couronne
- Opération Brumaire
- Plan Challe
- Opération Jumelles
- Semaine des barricades
- Manifestations de décembre 1960
- Putsch des généraux

- Bataille de Bab El Oued
- Fusillade de la rue d'Isly
- Massacre d'Oran

Le nom de semaine des barricades désigne les journées insurrectionnelles qui se sont déroulées du 24 janvier au 1er février 1960 à Alger durant la guerre d'Algérie (1954-1962). Son instigateur Pierre Lagaillarde (28 ans), député d'Alger (et ex-parachutiste), ainsi que Guy Forzy (35 ans), officier de renseignement au Deuxième Bureau, Joseph Ortiz (47 ans), patron du bar algérois le Forum, et Robert Martel (42 ans), agriculteur de la Mitidja, organisent une manifestation au cours de laquelle une partie des Français d'Algérie manifeste son mécontentement face à la mutation en métropole du général Massu, le 19 janvier 1960, sur décision du président Charles de Gaulle. Des barricades sont dressées rue Michelet et rue Charles Péguy.
Cette semaine qui marque une escalade des partisans de l'Algérie française fait plusieurs morts parmi la foule et parmi les forces de police.
Les meneurs sont arrêtés et jugés par un tribunal militaire en Métropole. Le procès dit « des Barricades » se tient à Paris au mois de novembre 1960. Les accusés Pierre Lagaillarde et Joseph Ortiz, mis en liberté provisoire pour la durée du procès, s'enfuient à Madrid où ils fondent l'OAS en février 1961.

## Contexte

### Rejet de l'autodétermination
Lors de son discours du 16 septembre 1959, le général de Gaulle évoque le « droit des Algériens à l'autodétermination » et propose trois solutions : sécession, francisation ou association. Qu'une solution autre que française soit envisagée au conflit qui dure depuis 5 ans est jugé inacceptable aussi bien par la population française d'Algérie, que par beaucoup de militaires.
Les partisans les plus virulents du maintien de l'Algérie française, tels Joseph Ortiz, Jean-Jacques Susini, ou le député Pierre Lagaillarde préparent l'organisation d'une nouvelle journée ayant pour but de s'emparer des bâtiments publics avec l'aide de militaires, et de créer un nouveau mouvement insurrectionnel. Ils ne pardonnent pas à De Gaulle d'avoir retourné à son profit les événements du 13 mai 1958 qui avaient conduit à la chute de la IVe République.
Jean-Jacques Susini, président de l'Association générale des étudiants d'Algérie, veut organiser une nouvelle manifestation de protestation à l'issue de laquelle il souhaite que les militaires se prononcent entre le Président et l'Algérie française car, dit-il : « Dans leur esprit, ils souhaitent, je pense, soit un changement dans la politique du général De Gaulle, ce qui est bien mal le connaître, soit une démission de sa part, ce qui est également bien mal le connaître. »

### L'affaire Massu
Le 18 janvier 1960 lors d'une entrevue accordée à Hans Ulrich Kempski, journaliste au quotidien ouest-allemand Süddeutsche Zeitung, le général parachutiste Massu, « héros local » de la bataille d'Alger (1957) et du putsch d'Alger (1958), a commis une infraction envers le devoir de réserve lié à sa profession, ce qui lui a valu son départ d'Algérie.
Les circonstances de cette mutation sont directement liées à un passage équivoque paru dans le journal allemand où l'officier émet son scepticisme quant à la conduite des affaires algériennes par l'Élysée : « De Gaulle était le seul homme à notre disposition. Peut-être l'armée a-t-elle fait une erreur ». Bien que Massu ait toujours contesté avoir tenu de tels propos, l'article est paru dans la presse internationale et Paris a mis en doute sa loyauté ce qui a entraîné son rapatriement immédiat en métropole.
À bien des égards cette affaire politico-médiatique rappelle celle, survenue quelques années plus tôt pendant la guerre d'Indochine, le rapport Revers ou affaire des généraux, et impliquant cette fois les indiscrétions du général Revers dans le magazine L'Express.

## Chronologie des journées insurrectionnelles

### 24 janvier
La manifestation débute à Alger le 24 janvier, mais il s'avère que les membres de l'armée française ne s'associeront pas à un mouvement insurrectionnel. Le général Challe prévient les insurgés qu'il fera tirer si la Délégation générale (ex-Gouvernement général) est investie. Joseph Ortiz décide alors de se replier dans le bâtiment de la Compagnie algérienne, au balcon duquel il prononce un discours de ralliement à la population « L'Algérie doit choisir, être française ou mourir ». Il fait dresser des barricades autour, gardées par des hommes en armes, membres de son mouvement, le Front national français, ou bien des unités territoriales, réservistes participant par roulement au maintien de l'ordre. Pierre Lagaillarde fait de même à l'Université, quartier des facultés, où ils établissent, lui et Guy Forzy, son poste de commandement surnommé « Alcazar » (voir Commando Alcazar).
Vers 17 heures, le général Coste donne l'ordre au colonel Debrosse de marcher jusqu'à la poste et dégager le plateau des Glières. Les gendarmes, casqués et munis d'armes non approvisionnées, une fois arrivés rue Pasteur sont attaqués par des manifestants avec des planches cloutées, une grenade explose et à 18 h 12 un coup de feu éclate et déclenche la fusillade. On tire de partout, des pneus chargés d'explosifs sont lancés contre les gendarmes. Debrosse à cinq reprises ordonne sans succès le cessez-le-feu. Une voix hurle d'un immeuble « Arrêtez le feu ! nous nous tirons les uns sur les autres ». Le tir cesse avec l'arrivée des paras du 1er REP du colonel Dufour, acclamés par la foule. Les gendarmes sont évacués avec difficulté, quelques-uns d'entre eux sont lynchés. La fusillade dure vingt minutes mais le bilan est lourd : 14 gendarmes et 8 manifestants sont tués et on dénombre environ 150 blessés.

### 25 janvier
Le 25 janvier, le délégué général Paul Delouvrier et le chef des armées en Algérie, le général Challe, sont en position difficile. Si l'armée ne s'est pas ralliée aux insurgés, Challe sait qu'une partie importante de ses subordonnés leur est favorable et qu'il ne peut donner l'ordre de tirer.
Michel Debré, Premier ministre, et Pierre Guillaumat, ministre des Armées, se rendent à Alger et réalisent la gravité de la situation. Le colonel Antoine Argoud leur annonce que, si de Gaulle ne veut pas renoncer à l'autodétermination, « les colonels se chargeront de l'y contraindre ». La pression d'Argoud sur Delouvrier se poursuit dans la journée du 26 janvier. Paul Delouvrier décide alors de fuir Alger. Il convainc le général Challe de se replier avec lui. Auparavant, Delouvrier enregistre un discours appelant la population à la raison. Il y propose également le pardon à Ortiz et Lagaillarde, ce qui lui sera reproché par Paris.
Lagaillarde et Forzy ont retranché les manifestants dans le quartier des facultés. Ils sont appuyés par plusieurs unités de territoriaux en armes. Challe demande à Michel Debré d'intervenir auprès de De Gaulle pour qu'il retire son projet d'autodétermination. Celui-ci refuse et ordonne à Delouvrier d'employer la force si nécessaire pour mettre fin aux émeutes d'Alger. Le Conseil des ministres du 25 janvier est divisé : André Malraux, Robert Buron et Pierre Sudreau sont pour la répression. Raymond Triboulet et Valéry Giscard d'Estaing y sont hostiles. De son côté, Jacques Soustelle demande qu'on négocie. Michel Debré se rend à Alger où il réaffirme la politique d'autodétermination et « interdit à l'armée de dicter sa conduite » au gouvernement. Il confirme à Delouvrier que « le pouvoir ne cédera pas » mais, au même moment, les parachutistes fraternisent avec la foule.

### 28 janvier
Delouvrier et Challe se rendent le 28 janvier à la base aérienne de Reghaïa et y installent leur nouveau quartier général.

### 29 janvier
Le président Charles de Gaulle (en uniforme de général) fait une allocution télévisée. Il appelle l'armée à ne pas se joindre aux insurgés, qu'il condamne.

### 30 janvier
Le discours du président, ainsi que celui de Delouvrier portent leur fruit, aussi bien auprès des soldats que des membres des Unités territoriales dont la plupart des membres abandonnent peu à peu les barricades. Seuls les plus déterminés poursuivent le mouvement.

### 31 janvier
Des négociations sont menées pendant toute la journée du 31 pour obtenir la reddition des insurgés. Joseph Ortiz s'enfuit dans la nuit du 31 au 1er.

### 1erfévrier
Le 1er février, Pierre Lagaillarde et ses partisans organisés en colonne, se rendent aux parachutistes du 1er REP qui leur rendent les honneurs militaires.

## Conséquences

### Bilan humain
Le bilan fait état de 22 morts et 147 blessés : huit morts parmi les manifestants, quatorze morts parmi les gendarmes, vingt-quatre blessés civils et cent vingt-trois blessés parmi les forces de l'ordre.

### Dissolution des UT, création du Commando Alcazar
Cette semaine marque une escalade des partisans de l'Algérie française. Elle s'inscrit à la suite de la journée du 13 mai 1958 et préfigure la tentative de coup d'État du 22 avril 1961. Les Unités territoriales créées en 1955 sont dissoutes à l'issue de cette insurrection ainsi que les 5e bureaux. Les volontaires peuvent s'engager dans le Commando Alcazar du 1er REP qui est spécialement créé, et dirigé par Guy Forzy, mais seule une centaine d'hommes le fera sur les 2000 insurgés.

### Renforcement de la division entre la métropole et l'Algérie
Elle est également le symbole d'une fracture entre Français : d'un côté les Français de métropole las de cette guerre et qui soutiennent la proposition d'autodétermination du président De Gaulle, et d'autre part, les Français d'Algérie qui se sentent trahis et abandonnés.

### Renforcement du trouble dans l'armée
Elle montre aussi le trouble qui sévit dans l'armée, celle-ci se divisant entre allégeance au gouvernement légal de Paris et soutien à la population française d'Algérie. Le général Challe, qui venait d'obtenir la victoire sur le terrain est limogé.

## Procès des Barricades
Les meneurs sont arrêtés et emprisonnés et jugés par un tribunal militaire en Métropole. Le procès dit « des Barricades » se tient à Paris au mois de novembre 1960. Les accusés Pierre Lagaillarde et Joseph Ortiz, mis en liberté provisoire pour la durée du procès, s'enfuient à Madrid, Espagne, où ils fondent l'OAS en décembre.
Tous deux sont jugés par contumace mais bénéficient de l'amnistie présidentielle en 1968.

## Filmographie
Documentaire
- 1972 : La Guerre d'Algérie de Yves Courrière et Philippe Monnier, Reganne Films.

## Archives vidéo INA
- Ambiance algérienne, journal télévisé de la nuit, ORTF, 24/06/1960 (rétrospective).